# Банда Ольсена: Пригоди в цирку
«Банда Ольсена: Пригоди в цирку» — кінофільм режисера Арні Ліндтнер Несс, що вийшов на екрани в 2005 році.

## Зміст
Малюк Ольсен дізнається, що підступний директор дитбудинку збирається захопити цирк. А зробити він це збирається за допомогою бомби, захованої в червоній валізі. Допустити такий злочин банда Ольсена не може! А, значить, пригоди неймовірних діточок знову починаються...

## Ролі
| Актор                    | Роль |
| ------------------------ | ---- |
| К'єлль Тур Міхаель Омодт | -    |
| Маріт Андреассен         | -    |
| Тронд Бренне             | -    |
| Daniel Damvall           | -    |
| Morten Fagerli           | -    |
| Ян Гронло                | -    |
| Карі Анн Гренсунд        | -    |
| Anders Hatlo             | -    |
| Зольфрід Хейєр           | -    |
| Maren Eikli Hjorth       | -    |

## Знімальна група
- Режисер — Арні Ліндтнер Несс
- Сценарист — Арні Ліндтнер Несс
- Продюсер — Rune H. Trondsen, Рой Андерсон